# Anna Kolesárová

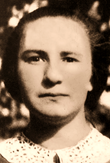

Anna Kolesárová, née le 14 juillet 1928 à Vysoká nad Uhom et morte dans ce village le 22 novembre 1944, est une jeune fille slovaque assassinée pendant l'occupation de son village par l'armée soviétique, à la suite de son refus de céder aux avances d'un soldat mal intentionné. Qualifiée de martyre de la pureté, elle est vénérée comme bienheureuse par l'Église catholique.

## Biographie
Anna Kolesárová est issue d'une famille simple de petits agriculteurs. Elle perd sa mère à l'âge de dix ans. Son quotidien est marqué par les tâches domestiques qu'elle doit effectuer au service du foyer et de la ferme, et à remplacer autant qu'elle peut sa mère auprès de ses jeunes frères et sœurs. Son quotidien est marqué par la participation à la messe, chaque matin. 
Son existence tranquille fut bouleversée, comme pour chacun des habitants de Vysoká nad Uhom, lorsque le village fut envahi par l'armée soviétique le 22 novembre 1944. L'un des soldats vint perquisitionner la maison de la famille d'Anna. Son père insista pour qu'elle aille lui servir à boire. En sortant de la ferme, le soldat la suivit et lui fit des avances sexuelles. Devant son refus, il lui proposa de céder à ses avances ou alors de mourir. Pour défendre sa chasteté, et « préférant mourir plutôt que de pécher », Anna refusa et partit se réfugier à l'intérieur de la maison. Le soldat la suivit, et il lui ordonna de dire adieu à ses proches. Ne cédant pas à la pression, elle dit alors : « Adieu papa ! Jésus, Marie, Joseph », et fut abattue d'un coup de fusil.

## Vénération

### Béatification

#### Reconnaissance du martyre
La cause pour la béatification d'Anna Kolesárová débute le 2 avril 2005 à Košice. L'enquête diocésaine se clôture le 14 février 2012, puis est envoyée à Rome afin d'y être étudiée par la Congrégation pour les causes des saints. 
Au terme de l'enquête canonique, le pape François reconnaît le martyre d'Anna Kolesárová, pour la « défense de sa chasteté », et signe le décret de sa béatification. Elle a été  proclamée bienheureuse le 1er septembre 2018, au cours d'une cérémonie célébrée au stade Lokomotivy de Košice, par le cardinal Giovanni Angelo Becciu.